# Kussanga
Kussanga [ˈkusːaŋa] (nach alter Rechtschreibung Kugssanga) ist eine wüst gefallene grönländische Siedlung im Distrikt Narsaq in der Kommune Kujalleq.

## Lage
Kussanga liegt an einem Kap vier Kilometer nordwestlich von Narsaq und ebenso wie dieses am Sund Narsap Ikerasaa.

## Geschichte
Kussanga wurde 1881 besiedelt. Bereits 1907 oder nach anderer Quelle 1912 wurde der Wohnplatz wieder aufgegeben.